# Алекс Джейкъб
Алекс Джейкъб е професионален покер състезател от САЩ с участия на Световните покер серии и Световния покер тур.

## Биография
Роден е на 27 октомври 1984 в Хюстън, Тексас.
През април 2006 Алекс печели $655 507 от Световния покер тур. В Световните покер серии има 10 финални маси на различни етапи от надпреварата.